# Tour de Georgia
A Tour de Georgia profi országúti kerékpárverseny. Mined év áprilisában rendezik, az Amerikai Egyesült Államok beli Georgia államban. Az első versenyt 2003-ban rendezték, melyet az amerikai Chris Horner nyert.

## Dobogósok
| Év   | Győztes             | Második               | Harmadik                     |
| ---- | ------------------- | --------------------- | ---------------------------- |
| 2003 | Chris Horner        | Fred Rodriguez        | Nathan O’Neill               |
| 2004 | Lance Armstrong     | Jens Voigt            | Chris Horner                 |
| 2005 | Tom Danielson       | Levi Leipheimer       | Floyd Landis                 |
| 2006 | Floyd Landis        | Tom Danielson         | Jaroszlav Pavlovics Popovics |
| 2007 | Janez Brajkovič     | Christian Vande Velde | David Cañada                 |
| 2008 | Kansztancin Szivcov | Trent Lowe            | Levi Leipheimer              |

## Külső hivatkozások
- Hivatalos honlap